# Alberto Giustolisi
Alberto Mario Giustolisi (Roma, 17 marzo 1928 – Genzano di Roma, 27 febbraio 1990) è stato uno scacchista italiano.
Giocatore dallo stile aggressivo e brillante, vincitore di numerosi premi di bellezza, conseguì il titolo di maestro internazionale della FIDE nel 1962.

## Carriera scacchistica
Nato a Roma nel 1928, Alberto Giustolisi vinse quattro campionati italiani: a Ferrara nel 1952 ex aequo con Vincenzo Castaldi e Federico Norcia, a San Benedetto del Tronto nel 1961, a Napoli nel 1964 e a Rovigo nel 1966.
Con la squadra dell'Accademia Romana Scacchi vinse il campionato italiano a squadre del 1959 a Lerici, rivinto poi nel 1962 ancora a Lerici e nel 1963 a Imperia con la squadra dei dipendenti comunali di Roma. Ritornato all'Accademia Romana, fu di nuovo campione nel 1973 a Tivoli.
Vinse tornei a Roma nel 1951, 1953 e 1974, il torneo USI di Acquasparta del 1955, il torneo di Bellaria 1956.
Giustolisi partecipò con la squadra italiana a due Olimpiadi scacchistiche, a Dubrovnik 1950 e a Lugano 1968. Giocò nei match contro la Jugoslavia a Venezia 1951, Bled 1953 e Sirmione 1954, contro la Svizzera a Losanna 1952, Baveno 1958, Lugano 1962 e Como 1969, contro l'Austria a Vienna 1952, contro la Cecoslovacchia a Praga 1957; prese parte anche alle Clare Benedict Cup del 1958 a Neuchâtel, del 1959 a Lugano, del 1960 a Biel, del 1961 a Neuhausen e al Torneo Sei Nazioni del 1966 a Montecarlo.
Nel 1950 fu terzo nel torneo di Lucerna dopo Max Euwe e Hermann Pilnik. Nel torneo di Madrid 1951 vinse il premio di bellezza per la sua partita col GM Arturo Pomar (vedi partita online). Nel 1957 a Roma giocò in prima scacchiera contro un giovane Michail Tal' (futuro campione del mondo dal 1960 al 1961), nella tournée in Italia della squadra di Riga e riuscì a pattare con il nero la prima delle due partite.
Nel torneo zonale di Dublino del 1957 vinse il 3º premio di bellezza per la partita con Edgar Walther. Rappresentò l'Italia anche al zonale di Madrid del 1960.
Nel 1961-1962 vinse, primo tra gli italiani, il torneo di Capodanno di Reggio Emilia.
Fu numerose volte campione romano.
Problemi personali e di salute influenzarono il rendimento degli ultimi anni della sua attività agonistica. Morì a Genzano, comune dell'attuale città metropolitana di Roma, a sessantuno anni, nel 1990.

## Partite notevoli
Alcune significative partite di Giustolisi trascritte in notazione algebrica italiana
- Max Euwe - Alberto Giustolisi (Venezia, 1948) (vedi partita online)

Difesa Nimzowitsch   1.d4 Cf6 2.c4 e6 3.Cc3 Ab4 4.Dc2 Cc6 5.Cf3 d6 6.Ad2 O-O 7.a3 Axc3 8.Axc3 De7 9.b4 e5 10.dxe5 Cxe5 11.e3 Ad7 12.Ae2 Tfe8 13.O-O Cxf3+ 14.Axf3 Ce4 15.Ab2 Af5 16.Tad1 De6 17.De2 a5 18.b5 c6 19.Td4 Ted8 20.Tfd1 Td7 21.Aa1 f6 22.g4 Ag6 23.Ag2 d5 24.f4 Ae8 25.cxd5 cxd5 26.f5 Df7 27.Dc2 Tad8 28.a4 De7 29.Axe4 dxe4 30.Txd7 Txd7 31.Txd7 Dxd7 32.Ad4 h5 33.Dxe4 hxg4 34.Dxg4 De7 35.h4 Db4 36.h5 De1+ 37.Rg2 Af7 38.Df3 Dh4 39.Dxb7 Dg4+ 40.Rf2 Dxf5+ 41.Df3 Dxf3+ 42.Rxf3 Ab3 43.b6 Axa4 44.Re4 Ac6+ 45.Rd3 Rh7 1/2
- Alberto Giustolisi - Edgar Walther (Dublino, 1957) - Premio di bellezza (vedi partita online).

Difesa est-indiana 1. c4 Cf6 2. Cc3 c5 3. Cf3 g6 4. d4 Ag7 5. e4 0-0 6. Ae2 d6 7. 0-0 Ca6 8. h3 cxd4 9. Cxd4 Ad7 10. Ae3 Cc5 11. Dc2 a6 12. Tad1 Db8 13. f4 Tc8 14. e5 Ce8 15. Cd5 Td8 16. Cxe7+ Rh8 17. Cf3 Ce6 18. f5! gxf5 19. Dxf5 Cd4 20. Cg5 1-0